# Chiesa di Sant'Andrea (Vico d'Elsa)
La chiesa di Sant'Andrea è una chiesa a Vico d'Elsa, una frazione del comune di Barberino Val d'Elsa, in provincia di Firenze. Costruita nel Trecento, ha subito numerosi restauri nel corso dei secoli, in particolare uno nel Seicento e restauro stilistico nel 1934, che le ha conferito un aspetto neogotico. Contiene pregevoli opere d'arte locale.

## Storia
Sorta sull'antico castello di Vico d'Elsa, del quale si hanno notizie fin dal X secolo, diventa prioria nel 1329 e Prepositura nel corso del Cinquecento. In questo periodo viene dotata di un fonte battesimale su concessione della pieve di Sant'Appiano. Alla fine del Seicento subisce numerosi lavori di restauro, ma l'aspetto attuale è dovuto alla ricostruzione operata nel 1934, che dona all'edificio una veste neogotica.

## Struttura e opere
La struttura dell'edificio risale al Trecento, ma è oggi caratterizzata dalle varie ricostruzioni successive, in particolare quella del 1934. La facciata a capanna, in particolare, è in mattoni, decorata da un portale, un rosone e un motivo ad archetti nella linea di gronda, ma sono tutte aggiunte operate in quel restauro. Allo stesso modo, il campanile che si eleva a sinistra della facciata è frutto dell'ultima ricostruzione. All'interno sono conservate pregevoli opere d'arte locale, presenti nella chiesa da prima dei vari restauri.

## Galleria d'immagini

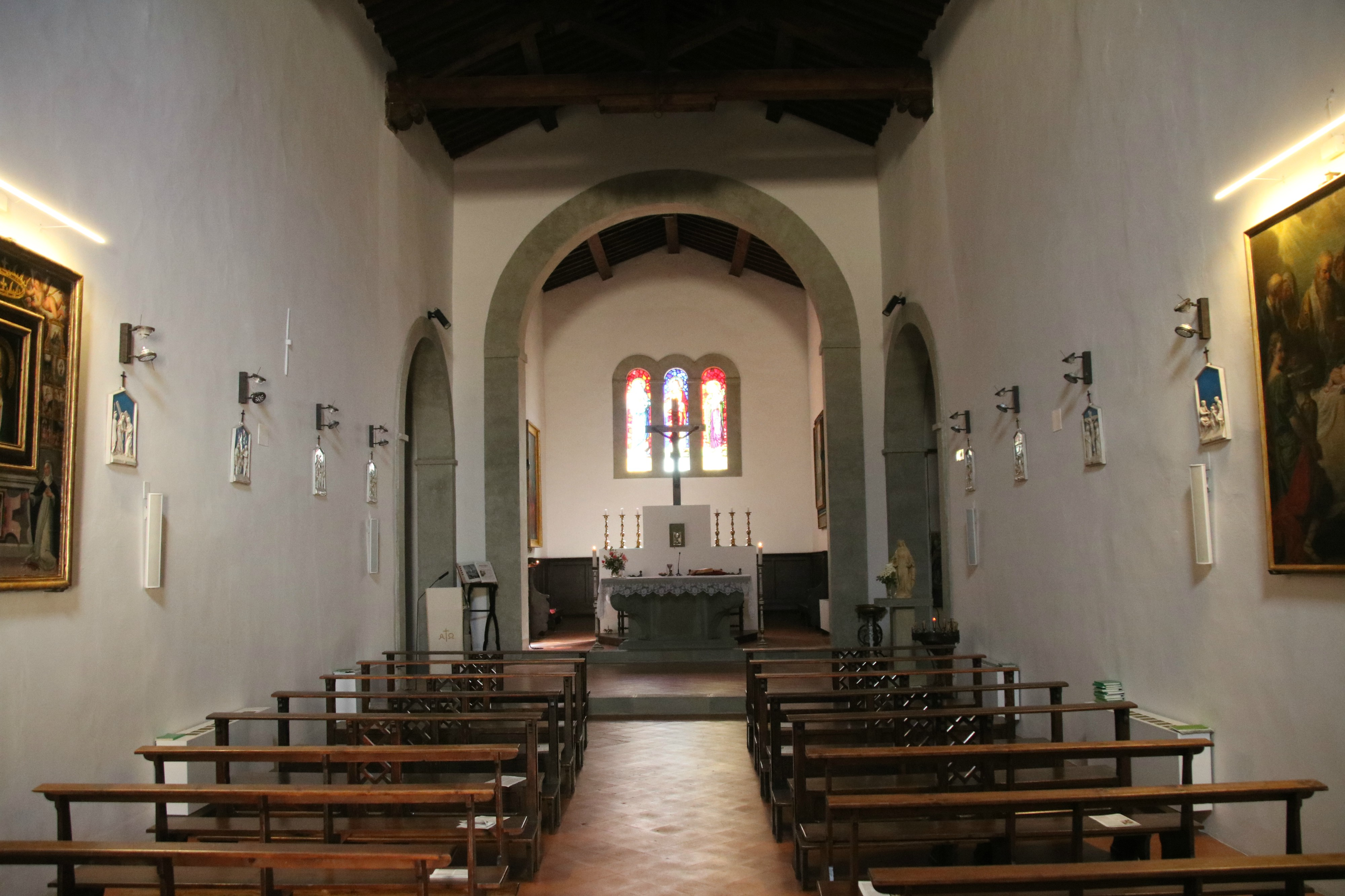
L'interno
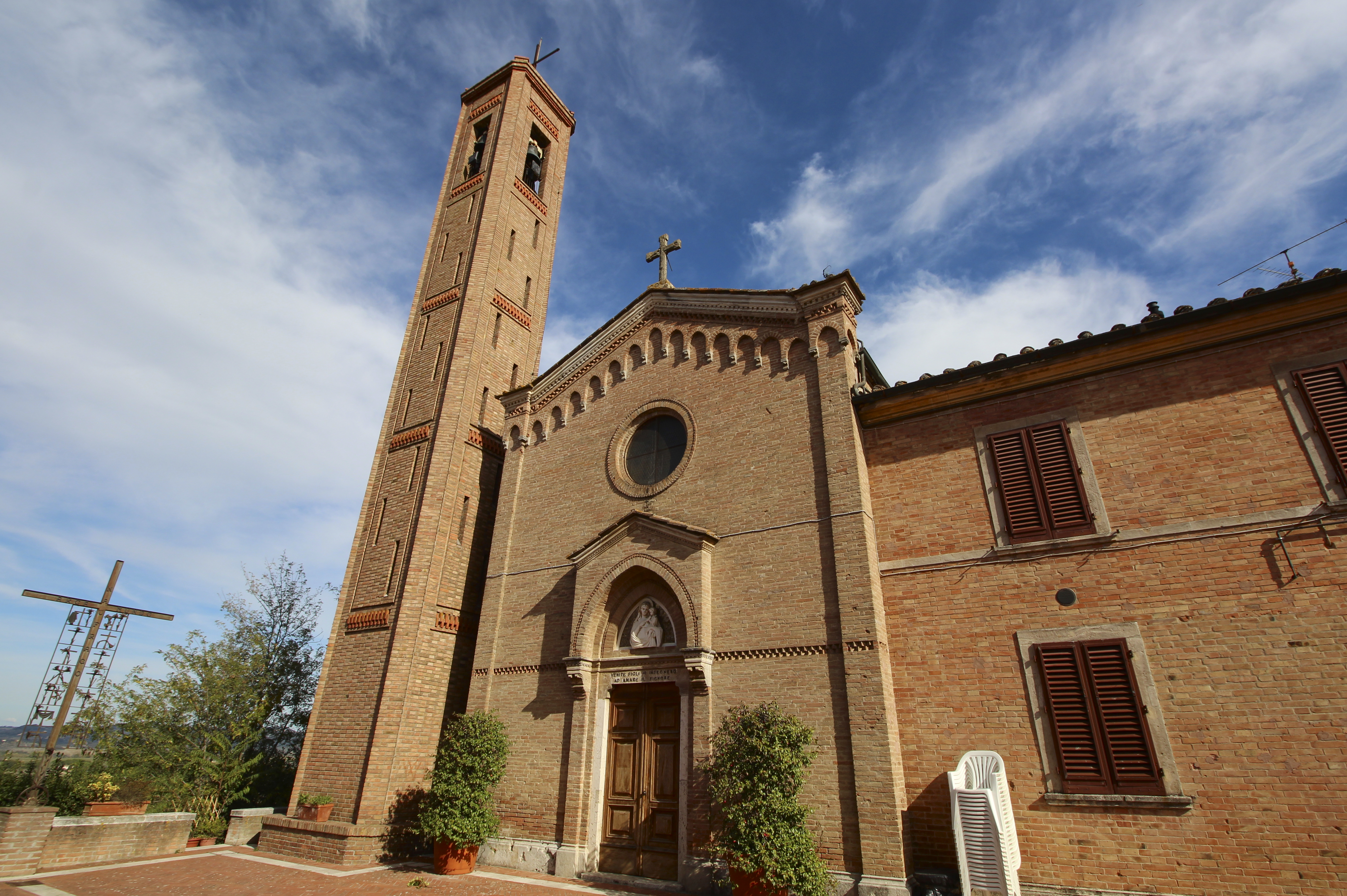
La facciata
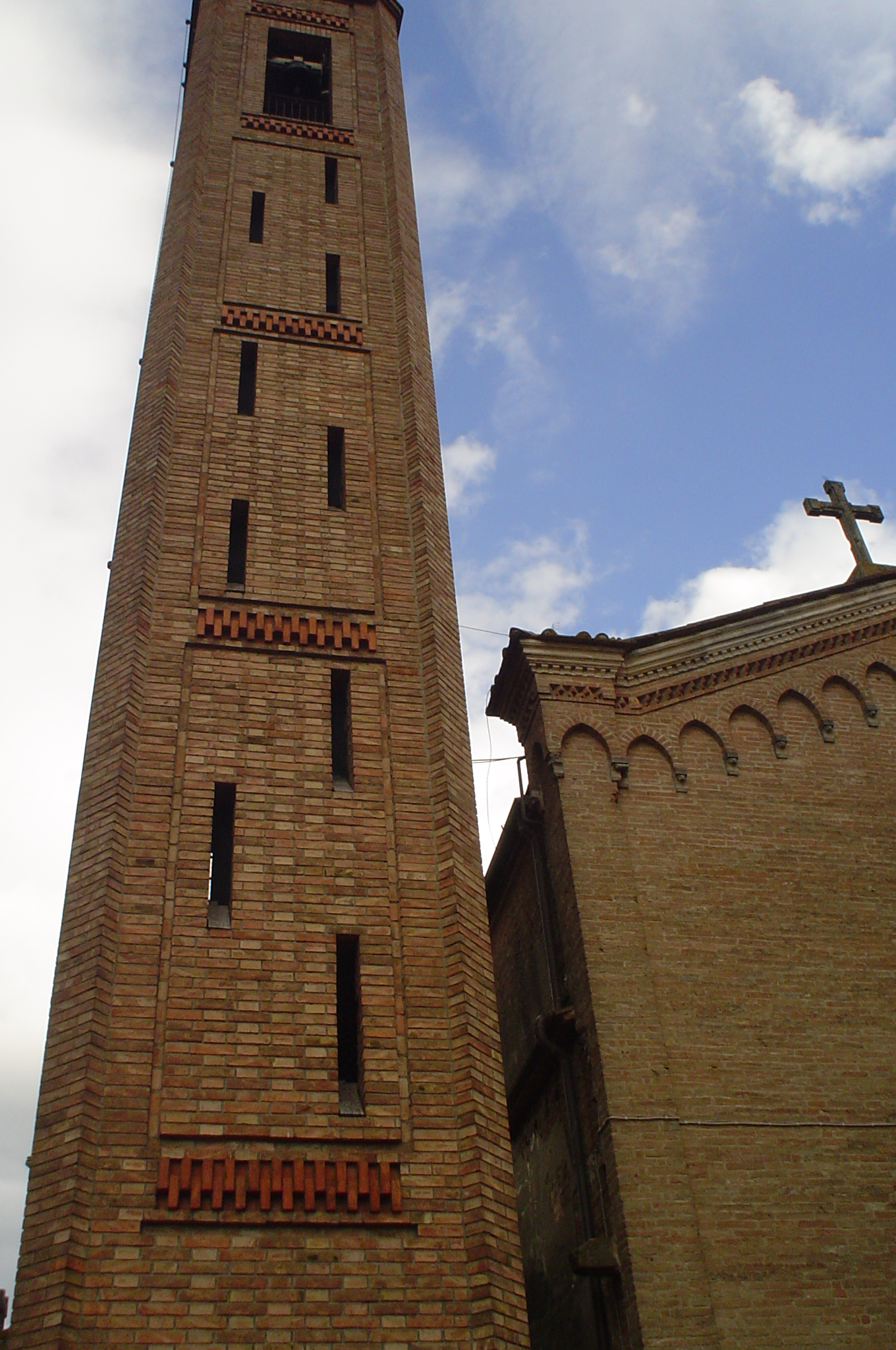
Campanile